# Взрывы в порту Бейрута
Взрывы в порту Бейрута — техногенная катастрофа, произошедшая в порту Бейрута, столицы Ливана, вечером 4 августа 2020 года.
Всего прогремело два взрыва с разницей во времени 33 секунды; во время второго, более мощного, взорвалось 2750 тонн аммиачной селитры, конфискованной с судна Rhosus и с 2013 года хранившейся в портовой зоне. Погибли 210 человек, и получили ранения около 6 тысяч человек, в городе произошли серьёзные повреждения зданий, остались без жилья примерно 300 000 жителей.

## Судно «Rhosus»
23 сентября 2013 года судно «Rhosus», принадлежавшее имевшему гражданство Российской Федерации бизнесмену Игорю Гречушкину, вышло под молдавским флагом из порта грузинского города Батуми и направилось в Мозамбик, перевозя 2750 тонн нитрата аммония (аммиачной селитры), произведённого на комбинате «Рустави Азот», для продажи Fábrica de Explosivos Moçambique (завод взрывчатых веществ в Мозамбике). 21 ноября 2013 года судно пришло в Бейрут из-за проблем с двигателем. После проверки портовым контролем судно было признано непригодным для дальнейшего плавания. На борту находилось восемь граждан Украины и гражданин России, с помощью украинского консула пятеро украинцев были репатриированы. Четыре члена экипажа судна были оставлены для ухода за судном.
Со слов капитана судна Бориса Прокошева, судно заходило в порт для погрузки дополнительного груза, но не было выпущено из порта в связи с неоплаченными судовладельцем долгами за услуги порта.
Со слов премьер-министра Молдавии Иона Кику, судно было зарегистрировано в Молдавии с 23 февраля 2012 до 23 февраля 2014 года, судовладельцем числилась компания, зарегистрированная в Панаме, а зафрахтовано (бербоут-чартер) было компанией, числившейся на Маршалловых островах. Позже владелец судна обанкротился, а у оставшегося экипажа закончилась провизия. Из-за иммиграционных ограничений экипаж не смог сойти на берег. Адвокаты выступили за репатриацию остального экипажа из соображений опасности, которую представляет груз. В сентябре 2014 года оставшимся охранять судно и груз членам экипажа удалось вернуться на родину.
По данным расследования, проведённого журналистами «The New York Times», имеются свидетельства того, что пустое судно «Rhosus» затонуло в порту Бейрута в феврале 2018 года. О затоплении судна в 2018 году ранее также сообщалось представителем благотворительной организации «Фонд помощи морякам „Ассоль“».

## Груз
В 2014 году опасный груз был конфискован, в дальнейшем по решению суда помещён в склад № 12 на причале бейрутского порта, где хранился в последующем до момента взрыва. Об опасности хранения в порту этого груза заявляли властям должностные лица порта. Со слов действующего руководителя ливанской таможни, им и его предшественником 6 раз было произведено обращение в суд для вывоза груза с территории порта, но так и не было решено это сделать. Так, обращения были 27 июня и 5 декабря 2014 года, 6 мая 2015 года, 20 мая 2016 года, 13 и 27 октября 2017 года.
Незадолго до взрывов инспекция потребовала устранить свободный доступ на склад. Предположительно, взрывы произошли из-за сварочных работ при ликвидации неконтролируемых проходов. От искр загорелись петарды, также хранившиеся на складе, а следом сдетонировала селитра.

## Взрывы

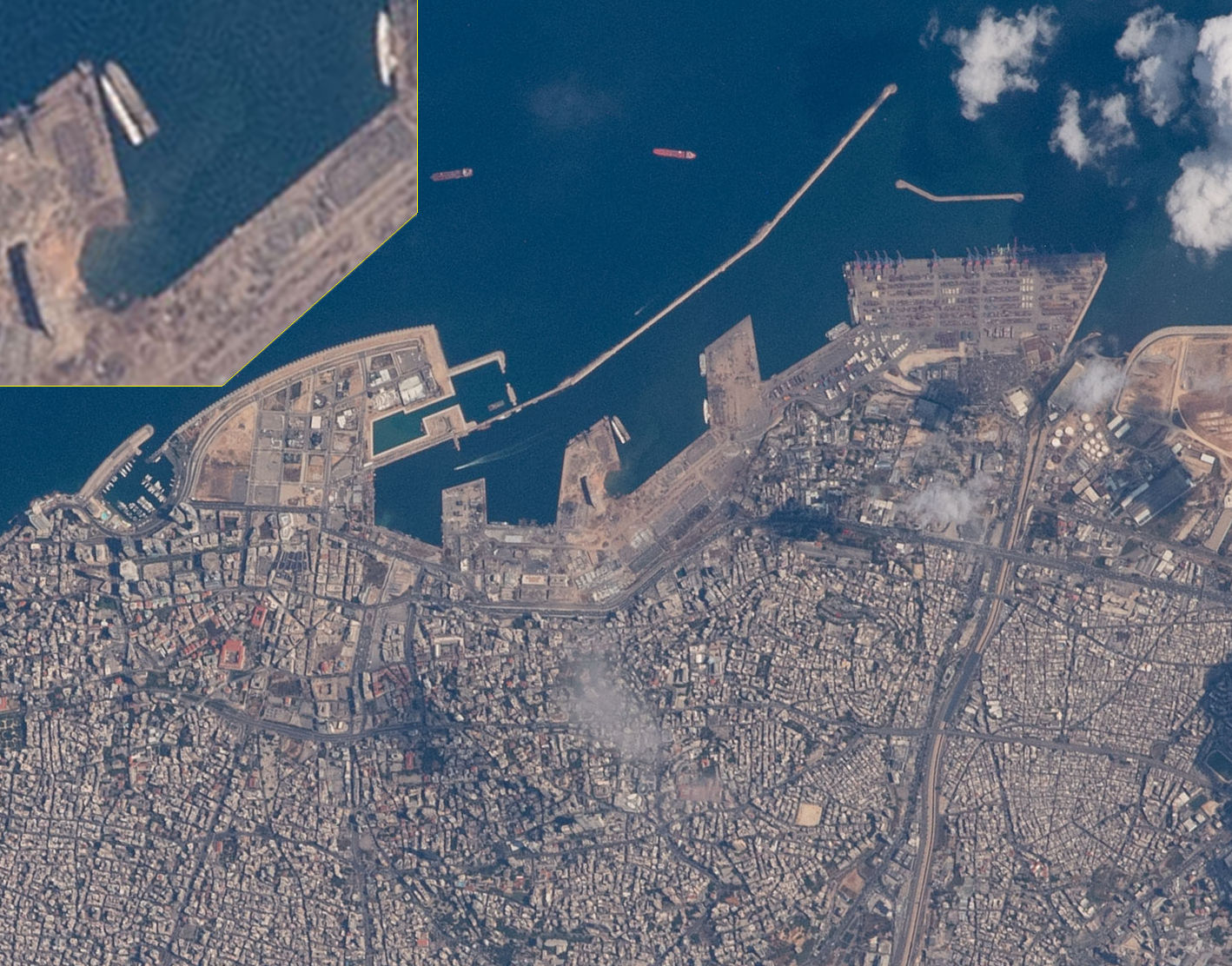
Кратер на месте взрыва на спутниковой фотографии (слева сверху увеличенная часть изображения)

Первый, меньший взрыв породил облако серого дыма над пламенем и мерцающие огни, похожие на фейерверк. Второй взрыв сотряс центральный Бейрут и поднял грибовидное облако пыли и рыжего дыма в воздух; произошёл примерно в 18:08:18 по местному времени и породил сейсмическую волну магнитудой 3,3. Второй взрыв был зафиксирован на видеозаписях множеством очевидцев, так как первый взрыв привлёк внимание к этому месту. Его сопровождала мощная ударная волна с образованием за фронтом в области пониженного давления белой куполообразной зоны конденсации (облака Вильсона), нанёсшая основные повреждения вне порта. Свидетели говорят, что дома на расстоянии 10 км получили повреждения от взрыва. Мощность второго взрыва оценивается в 2,2 килотонны в тротиловом эквиваленте. По сообщениям, взрывы были слышны на расстоянии 240 км — на Кипре. От взрыва на месте хранилища на причале образовался кратер диаметром около 70 метров, заполненный водой, что отчётливо было видно даже на спутниковых снимках. 2750 тонн селитры равнозначны 926 т тротила, но только в очень свежем состоянии — со временем соль деградирует, и через 6 лет во влажном климате ориентировочная мощность может составлять примерно 175 т тротила. По другим данным, мощность взрыва составила около десятой части мощности взрыва атомной бомбы, сброшенной на Хиросиму, то есть ~1.3-1.8 килотонн в тротиловом эквиваленте.

## Расследование
5 августа 2020 г. под домашний арест были помещены должностные лица порта. 6 августа на Кипре был допрошен проживавший там владелец судна.
7 августа 2020 г. президентом Ливана Мишелем Ауном были названы 3 возможные версии произошедшего: халатность, несчастный случай, внешнее вмешательство. В этот же день к расследованию были подключены специалисты Интерпола.
12 января 2021 года Интерполом был выдан ордер на арест владельца и капитана судна «Rhosus».

## Последствия

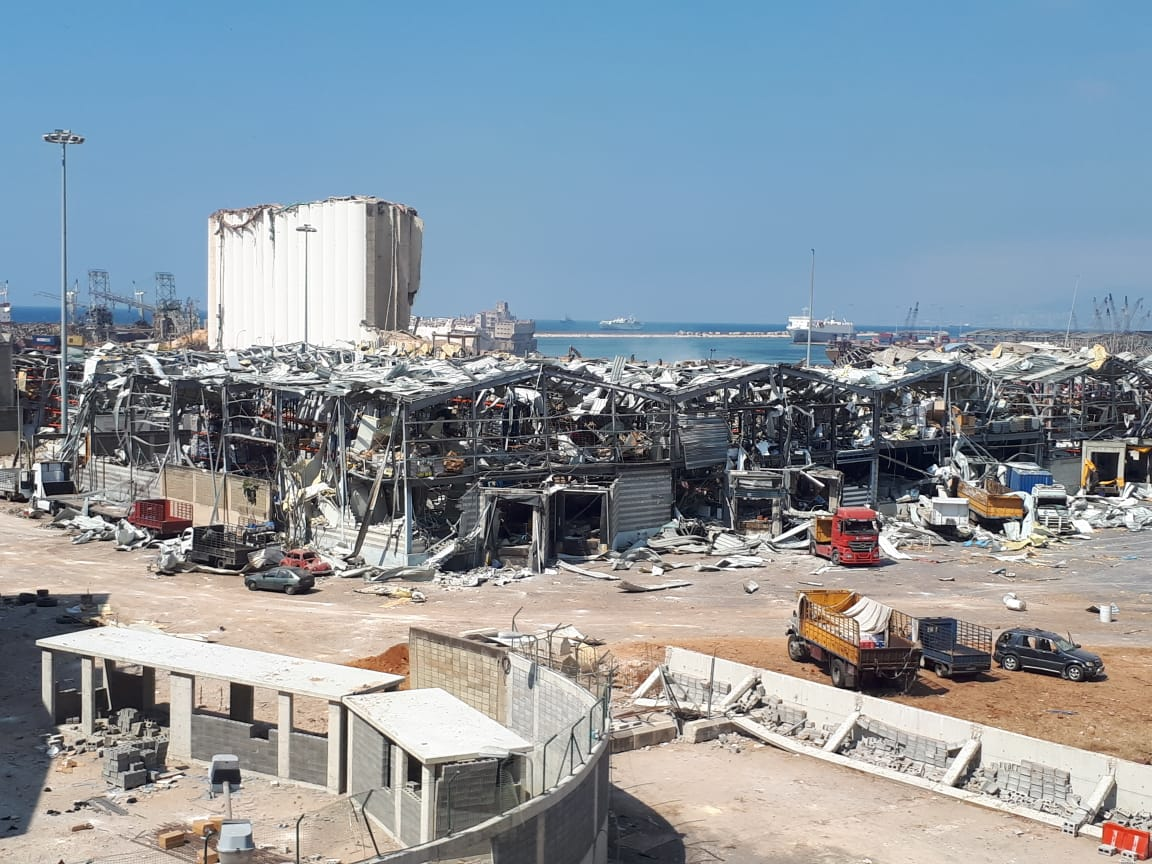
Вид на место взрыва. Разрушенные ангары и служебные здания порта, полуразрушенный силосный корпус элеватора

После взрывов многие люди лежали на земле ранеными. Среди погибших оказались лидер партии «Катаиб» Назар Наджарьян и супруга посла Нидерландов Яна Валтманса Хедвиг Валтманс-Молье. Порядка 300 000 человек остались без жилья. По оценке властей, нанесён общий ущерб от 3 до 5 миллиардов долларов. Позже эта сумма возросла до 15 миллиардов долларов.
По свидетельствам очевидцев, пострадали здания на расстоянии до 10 км от места взрыва.
Ударной волной были разрушены полностью 3 больницы, крупный склад медикаментов, зерновой элеватор, ещё 2 больницы повреждены.
Национальный центр управления энергосистемой страны был полностью разрушен взрывом.
От взрыва пострадали несколько музеев и галерей в столице Ливана, в частности Marfa и Galerie Tanit были полностью разрушены, недавно отреставрированное здание Музея современного искусства Сурсока получило серьёзные повреждения.
Пострадали здания посольств и консульств: повреждения возникли у расположенных недалеко зданий посольств Аргентины, Австралии, Финляндии, Кипра; незначительно пострадали и были разбиты окна в посольствах Южной Кореи (расположено в 7,3 км от места взрыва), Казахстана, Российской Федерации, Армении, Румынии, Турции.

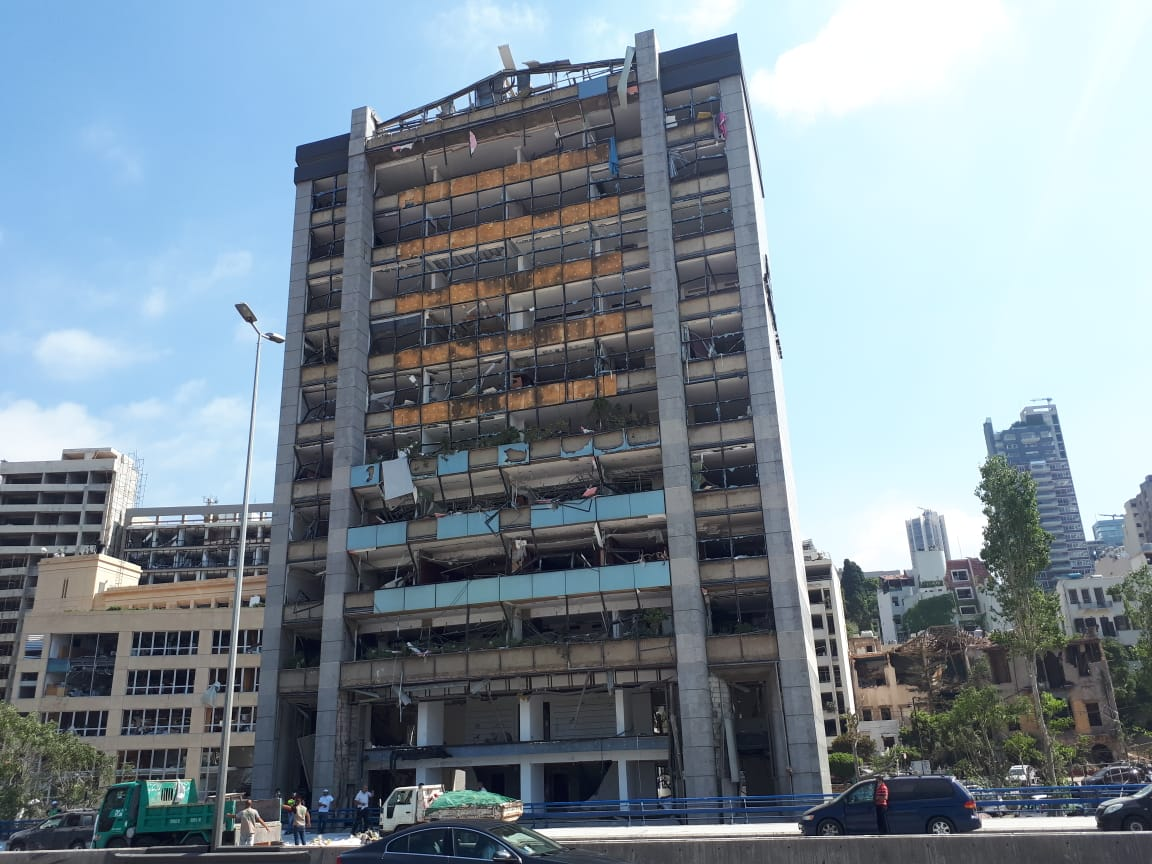
Разбитые стеклянные фасады и окна зданий

Была разрушена редакция ливанской газеты «The Daily Star» из-за обрушившихся частей крыши, выбитых окон и повреждённой мебели.
Круизное судно «Orient Queen», принадлежащее компании «Abou Merhi Cruises» и пришвартованное неподалёку, сильно пострадало. Два члена экипажа погибли, и несколько находившихся на борту были ранены. За ночь судно опрокинулось.
Выведен из строя порт, через который проходит 60 % ливанского импорта (в том числе 80 % продовольственного импорта). Уничтожен и хранившийся в порту национальный запас зерна, причём зерно от взрыва частично испарилось, но в основном — разлетелось по значительной части акватории, города и пригорода; на месте взрыва осталась смесь кукурузы с песком.
Также был повреждён один из кораблей Временных сил ООН в Ливане (ЮНИФИЛ), а несколько миротворцев ранены.
Следует также учесть, что взрыв произошёл, когда страна испытывала экономический и политический кризис (см. Экономика Ливана) и на фоне чрезвычайной ситуации в связи с пандемией COVID-19. 

В связи с трагедией было отложено с 7 на 18 августа оглашение решения специального международного трибунала ООН по расследованию убийства бывшего премьер-министра Ливана Рафика Харири.
4 августа 2020 года премьер-министром Ливана Хасаном Диабом 5 августа 2020 г. было объявлено общенациональным траурным днём.
После трагедии, 7 августа в Бейруте начались массовые протестные акции с захватом правительственных зданий и требованиями отставки президента страны и правительства, приведшие к столкновениям с полицией и военнослужащими. Был отмечен рост заболеваемости COVID-19.
10 августа правительство Ливана во главе с Хасаном Диабом на фоне протестов, продолжающихся с 7 августа, ушло в отставку в полном составе. До этого подали в отставку некоторые министры. Отставка действующего правительства, с исполнением обязанностей до формирования нового, была принята президентом страны.

## Ликвидация последствий
Ливанский Красный Полумесяц заявил, что все машины скорой помощи из Северного Ливана, Бекаа и Южного Ливана отправлялись в Бейрут, чтобы помочь пациентам. Вертолёты использовались для тушения большого пожара после взрывов. Десятки раненых, доставленных в ближайшие больницы, не могли быть приняты из-за разрушений больниц и переполнения оставшихся целыми.
5 августа правительством страны Бейрут был признан зоной стихийного бедствия и в городе введено чрезвычайное положение.

### Международная помощь
Некоторые страны, в частности Франция, Иордания, Дания, Чехия, Греция, Италия, Россия направили помощь в Ливан для оказания помощи пострадавшим и разбора завалов.
Так, Турция 5 августа объявила, что отправит в Бейрут медицинскую и гуманитарную помощь, команду из 20 врачей и около 400 тонн пшеницы. Великобритания также оказала экстренную медицинскую и гуманитарную помощь на сумму до 5 млн фунтов стерлингов. Власти Канады объявили, что для устранения последствий взрыва они окажут гуманитарную помощь в сумме до 5 млн канадских долларов (прибл. 3,7 млн долларов США). Россия направила специалистов МЧС. Армения передала Ливану гуманитарную помощь. Кабинет министров Азербайджана принял решение оказать финансовую помощь Ливану в сумме 1 млн долларов США. США оказали финансовую помощь в сумме 18 млн долларов.
Выразили готовность оказать помощь Германия, Израиль.
Всемирная организация здравоохранения 5 августа направила первую партию гуманитарной помощи Ливану из регионального склада в Дубае. 5 августа Иранское общество Красного Полумесяца отправило в Бейрут 95 тонн продовольствия и медикаментов. К оказанию помощи присоединилась также ЮНИСЕФ.
Бизнесмен Мохаммед Бин Халаф Аль-Хабтур отправил месячный запас экстренных медикаментов для больниц Ливана на более чем 1000 коек. Решение по оказанию помощи выразили и другие частные лица, выходцы из Ливана, в частности Карлос Слим.